# Littérature péruvienne
 (novembre 2014).
Si vous disposez d'ouvrages ou d'articles de référence ou si vous connaissez des sites web de qualité traitant du thème abordé ici, merci de compléter l'article en donnant les références utiles à sa vérifiabilité et en les liant à la section « Notes et références ».
La littérature péruvienne renvoie non seulement à la littérature produite dans la République indépendante du Pérou, mais aussi à la littérature de la Vice-royauté du Pérou (1542-1824) pendant la période coloniale du pays, et aux formes artistiques orales créées par les groupes ethniques divers qui ont existé dans la région pendant la période de civilisation précolombienne, comme les Quechuas, Aymaras, Chancas, Huancas, Chachapoyas, etc.
La population originelle estimée a énormément diminué : 9,4 millions en 1520, 2,7 en 1570, 1,239 en 1791.
La population contemporaine a beaucoup augmenté : 2 millions en 1850, 7 en 1940, 33 en 2022.

## Tradition orale pré-hispanique
Largement inconnue, la production artistique de la période pré-hispanique (spécialement liée à l'Empire inca), dans le territoire de la Cordillère des Andes (correspondant à l'Équateur, au Pérou, à la Bolivie et au Chili) s'est manifestée dans les formes poétiques (dans une langue quechua ou runa simi) dénommées harawis (poésie lyrique) et hayllis (poésie épique). Ces poèmes décrivaient la vie quotidienne aussi bien que les obsèques, les fêtes, les noces, les bagarres, les guerres et étaient récitées par un poète qu'on appelait harawec.
À côté de la poésie, existaient aussi les récits oraux qui exprimaient la cosmologie du monde des Andes (les mythes de création, le déluge, etc.) et qui sont arrivés de nos jours sous une forme altérée, remodelés par le travail des premiers chroniqueurs.

## Époque coloniale
L'expression « littérature coloniale » (ou « littérature des Colonies ») fait référence à l'état du territoire du Pérou, du XVIe au XIXe siècle (1821 marque la date d'indépendance). Établi comme vice-royauté du Pérou, son étendue couvrait jusqu'au XVIIIe siècle toute l'Amérique du Sud, avec l'exception du Venezuela qui appartenait à la Nouvelle-Espagne (Mexique) et du Brésil sous domination portugaise.
Au XVIe siècle, le premier livre publié dans la ville de Lima est la Doctrina Christiana y Cathecismo para la Instrucción de los Indios (1584) d'Antonio Ricardo, il est publié en espagnol, quechua et aymara. Pendant les décennies précédentes, des réformes (1569-1581) avaient séparé la société coloniale en deux républiques, l'une pour les Espagnols, l'autre pour les Indiens. Ce fut aussi à cette période que furent promulguées les Lois des Indes (Leyes de Indias en espagnol). Ces deux facteurs font que la production littéraire dans les colonies se limite à des cercles d'influence principalement hispanique, produite dans les grandes villes par les descendants des Espagnols (les Espagnols américains).

### 16esiècle

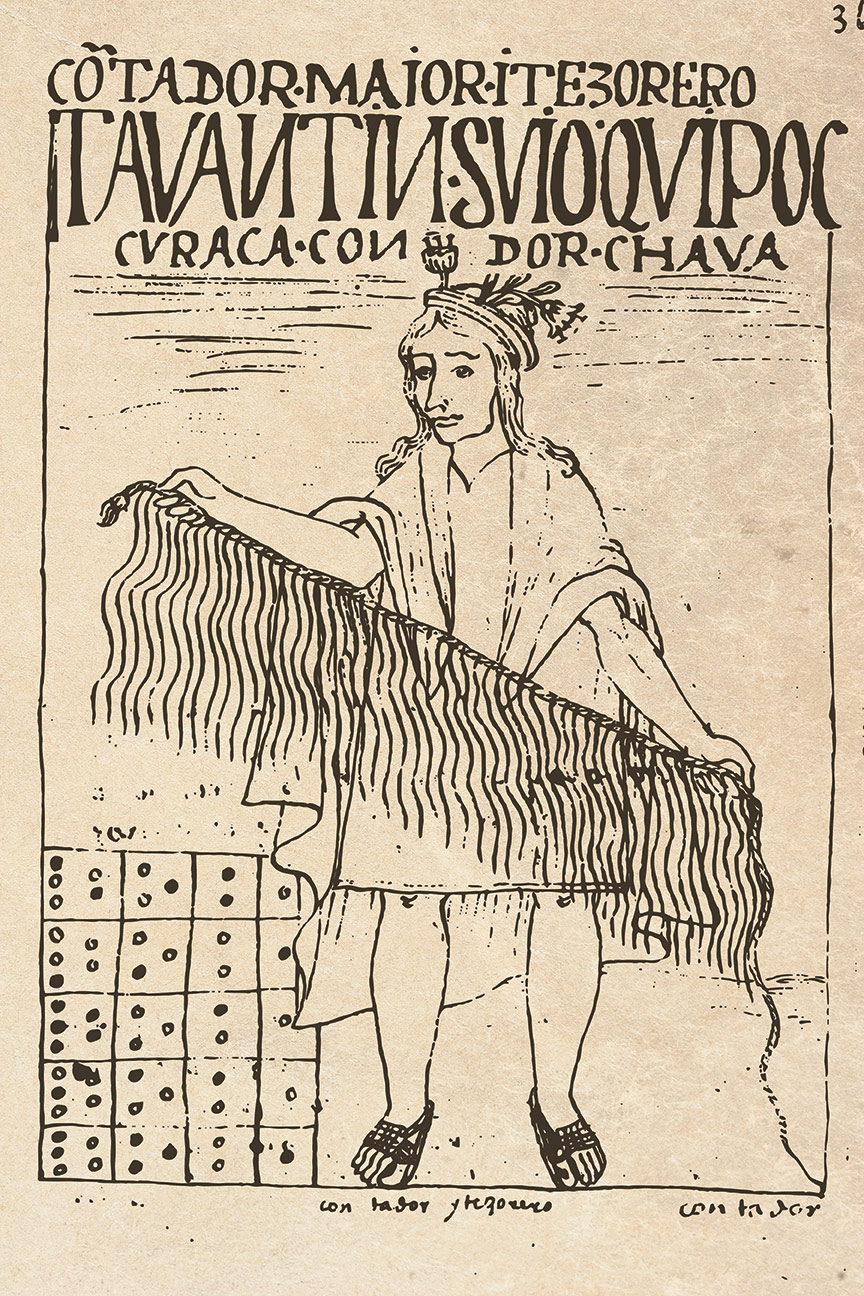
Registre quipu

La civilisation inca, c'est d'abord l'Empire inca, l'art, les mathématiques incas, mais il n'existe pas de véritable écriture inca. Les comptables de l'administration inca, Quipucamayoc utilisaient des quipus, et des abaques (yupana).
Felipe Guamán Poma de Ayala (~1540-1615), chroniqueur indigène du Pérou, de famille noble inca, dans El primer nueva corónica y buen gobierno (Nouvelle chronique et bon gouvernement, ~1615, 1200 pages), livre une somme d'informations.
Inca Garcilaso de la Vega (1539-1616), chroniqueur métis hispano-quéchua, dans Comentarios Reales de los Incas (Commentaires royaux des Incas, 1609), en fournit un riche complément.
- Juan de Betanzos (en) (1510–1576)
- Pedro Cieza de León (1520–1554)
- Cristobal de Molina (1529–1585)
- Felipe Guamán Poma de Ayala (1534 ou 1535-1615)
- Inca Garcilaso de la Vega (1539–1616)
- Blas Valera (1545–1597)

### 17esiècle
- Diego Mexía de Fernangil (es) (1565–1634)
- Diego de Hojeda (es) (1570–1615)
- Bernabé Cobo (1582–1657)
- Antonio de la Calancha (en) (1584–1654)
- Juan de Espinosa Medrano (1630–1688)
- Juan del Valle y Caviedes (en) (1645–1697)

### 18esiècle
- Pedro Peralta y Barnuevo (1664–1743)
- Alonso Carrió de la Vandera (1715–1783)
- Francisco del Castillo Andraca (en) (1716–1770)
- José Eusebio de Llano Zapata (en) (1721–1780)
- Pablo de Olavide (1725–1803)
- Juan Pablo Viscardo y Guzmán (1748–1798)

### Écrivaines
- Amarilis (poétesse) (en)
- Clarinda (poétesse) (en)

## Époque républicaine

### 19esiècle

#### Costumbrismo
- Felipe Pardo y Aliaga (1806-1868)
- Manuel Ascencio Segura (1805-1871)
- Narciso Aréstegui Zuzunaga (es) (1820-1869)
- Manuel Atanasio Fuentes (es) (1820-1889), médecin, satiriste, journaliste

#### Romantisme
- Ricardo Palma (1833-1919), bibliothécaire, écrivain, académicien, politicien
- Carlos Augusto Salaverry (es) (1830-1891), poète, dramaturge
- Manuel Nicolás Corpancho (es) (1830-1863), poète, diplomate
- José Arnaldo Márquez (es) (1832-1903), poète, dramaturge, essayiste, journaliste, traducteur
- Luis Benjamín Cisneros (1837-1894), poète, écrivain, politicien
- Clemente Althaus (es) (1835-1881), poète, dramaturge, traducteur
- Acisclo Villarán (es) (1841-1927), écrivain, journaliste
- Pedro Paz Soldán y Unanue (es) (1839-1895), poète, journaliste

#### Réalismeetnaturalisme
- Manuel González Prada (1844-1918), philosophe, poète, essayiste
- Adolfo Vienrich (es) (1867-1908), intellectuel, pharmacien, écrivain, folkloriste, indigéniste

#### Écrivaines
- Flora Tristan (1803-1844), franco-péruvienne, mère du peintre Paul Gauguin, elle a écrit en français dans son premier livre Pérégrinations d'une paria le récit de son séjour au Pérou de 1833 à 1835.
- Juana Manuela Gorriti (1818-1892), journaliste, romancière (fantastique)
- Teresa González de Fanning (1836-1918), journaliste, éducatrice, romancière
- Mercedes Cabello de Carbonera (1845-1909, Enriqueta Pradel), romancière, essayiste
- Clorinda Matto de Turner (1852-1909), romancière indigéniste
- María Nieves y Bustamante (es) (1861-1947), romancière
- Amalia Puga de Losada (1866-1963), poétesse, romancière, essayiste, conteuse

### 20esiècle

#### Modernisme et avant-garde

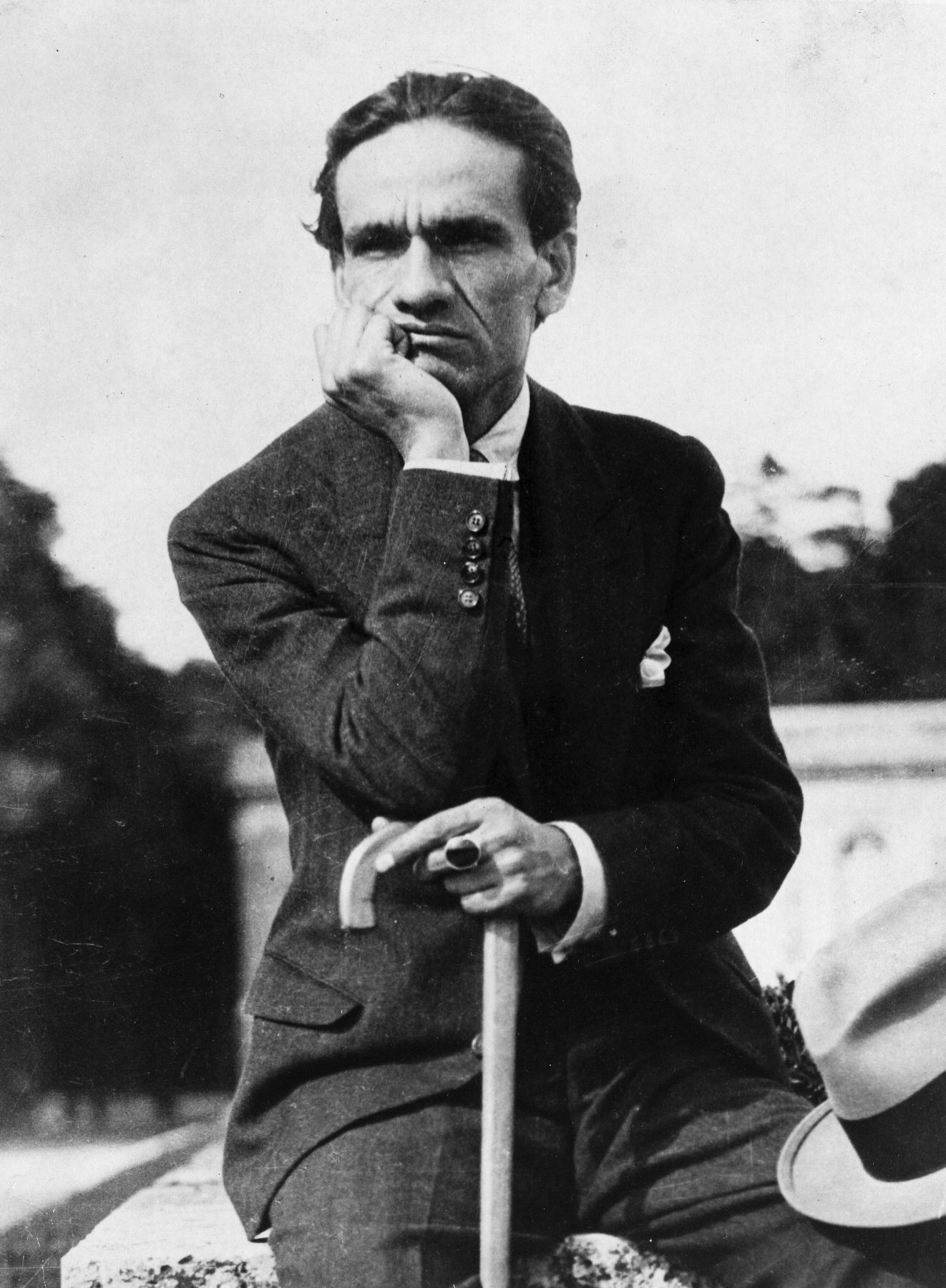
César Vallejo en 1929

Le modernisme se développe au Pérou à partir du poème « Al amor » de Manuel González Prada, publié dans le quotidien El Comercio en 1867, où le poète fusionne l'ensemble des genres poétiques provenant d'Europe, en donnant comme résultat el triolet. Malgré ses précédents avec Manuel Gonzáles Prada, le modernisme atteindra le Pérou tardivement, au début du XXe siècle.
En ressortent José Santos Chocano, dont l'œuvre grandiloquente qui se plaît à la rhétorique et à la description de paysages est plus proche de Walt Whitman et du romantisme, et Alberto Ureta, dont les poèmes, de tonalité réfléchie et mélancolique, sont de meilleure facture.
José María Eguren a ouvert le chemin de l'innovation dans la poésie péruvienne avec ses poèmes La Canción de las figuras 1916 et Simbólicas 1911, proches du symbolisme et qui reflétaient son monde intérieur grâce à des images oniriques, avec lesquelles il réagit contre la rhétorique moderniste et le formalisme.
Jusqu'en 1920, le modernisme est le courant dominant dans le conte la poésie, mais dès 1915, l'avant-garde littéraire fait timidement son entrée dans la poésie nationale. César Vallejo, avec ses œuvres novatrices et son langage centré sur l'angoisse de la condition humaine, appartient à cette époque, dont font aussi partie les poètes Alberto Hidalgo, Xavier Abril, Carlos Oquendo de Amat, Luis Valle Goicochea, Magda Portal et les surréalistes César Moro et Emilio Adolfo Westphalen.
L'écrivain le plus remarquable de cette période est Abraham Valdelomar, qui dans sa brève vie a cultivé le conte, le roman, le théâtre, la poésie, le journalisme et l'essai. Il est surtout apprécié pour ses contes, qui racontent avec une certaine tendresse des histoires des villes provinciales et, dans une moindre mesure, des récits sur Lima ou plus cosmopolites. En 1916 il a fondé la revue Colónida qui regroupait quelques jeunes écrivains et qui, malgré sa brève existence (quatre numéros seulement ont été publiés) a ouvert la voie à de nouveaux mouvements comme l'avant-garde dans la littérature péruvienne.
D'autres auteurs, qui ont avec Valdelomar inauguré le conte au Pérou sont Clemente Palma, qui a écrit des contes décadents, psychologiques et de terreur, influencés par le réalisme russe et par Poe, et Ventura García Calderón, qui a écrit surtout des contes exotiques au sujet du Pérou. Il faut aussi citer Manuel Beingolea, "Cloamón" et Fausto Gastañeta.
Au théâtre, parmi le peu d'œuvres de valeur, figurent les comédies du poète festif Leonidas Yerovi et, par la suite les pièces de critique sociale et de nature politique de César Vallejo, qui ont mis beaucoup de temps avant d'être publiées ou représentées. Déjà, dans les années 1940, l'influence tardive du modernisme et du théâtre poétique se reflètera dans les œuvres de Juan Ríos, lesquelles ont été critiqués pour leur rhétorique poétique excessive, généralement situées dans des temps éloignés ou dans les légendes, et qui cherchent à atteindre une portée universelle.

#### Indigénisme
Au Pérou, le sujet principal de la littérature indigéniste était l'Indien, dont la prédominance dans littérature s'était initiée dans les années 1920 et 1930, d'abord avec les contes d'Enrique López Albújar et plus tard avec les romans de Ciro Alegría.
Ainsi a commencé la controverse intéressante sur l'indigénisme et l'indianisme, c'est-à-dire, sur la question que ce ne sont pas les Indiens eux-mêmes qui écrivent sur leurs problèmes. Ce courant littéraire a atteint son apogée dans l'œuvre de José María Arguedas, l'auteur de Les Fleuves profonds (Los ríos profundos, 1958), Tous sangs mêlés (Todas las sangres, 1964), Agua, El sexto, El zorro de arriba et el zorro de abajo, La agonía de Rasu Ñiti. Grâce à son contact avec les Indigènes pendant son enfance, il a pu assimiler comme sienne leur conception du monde et ses expériences : fils d'un juge de campagne itinérant, il a passé une partie de ses jeunes années dans une communauté traditionnelle quechua.

#### Années 1950

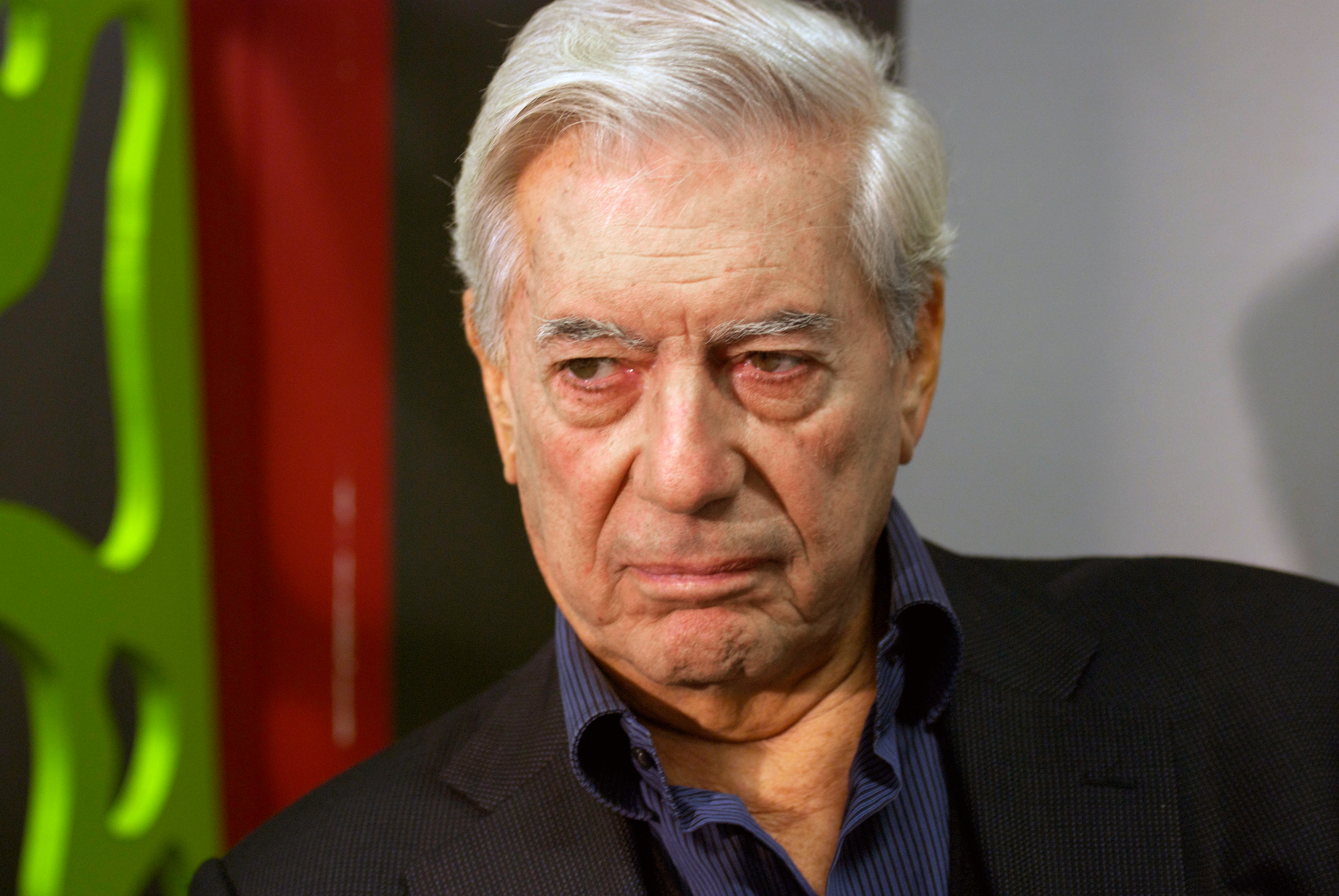
Mario Vargas Llosa en 2011

La modernisation du récit péruvien commence avec la Génération de 50, qui a pour cadre politique le coup d'état du Général Manuel A. Odría en 1948 et les élections de 1950 dans lesquelles il est auto élu président de la République. Pendant la décennie précédente, un mouvement migratoire du champ à la ville (de préférence vers la capitale) avait commencé, qui dans les années 1950 a pris sa plus grande ampleur, et qui eut pour résultat la formation de quartiers et de villages nouveaux, entraînant l'apparition de sujets marginaux et socialement déclassés. La littérature écrite à cette époque a été surtout influencée par les avant-gardes européennes, en particulier, le modernisme anglo-saxon de Joyce et dans le domaine nord-américain, l'œuvre de Faulkner et de la Génération perdue. La littérature fantastique de Borges et de Kafka l'a aussi beaucoup influencée. Appartiennent à cette génération Carlos Eduardo Zavaleta, Eleodoro Vargas Vicuña, Mario Vargas Llosa, entre autres.
La génération de cinquante s'inscrit dans un moment dans lequel le récit se lie d'un manière très forte au sujet du développement urbain, à l'expérience de la migration andine vers Lima (une augmentation drastique de la population à partir de la fin des années 1940). Très liée au cinéma néo-réaliste italien, il présente la réalité de la grande ville changeante, l'apparition de personnages marginaux et problématiques. Au sein des auteurs les plus représentatifs, Julio Ramón Ribeyro ressort avec Los gallinazos sin plumas (1955), Enrique Congrains avec la novela Lima, hora cero(1954) et le recueil de contes No una, sino muchas muertes(1957), sans oublier Luis Loayza.
À côté des prosateurs, un groupe de poètes surgit, certains se détachent du lot : Alejandro Romualdo, Washington Delgado, Carlos German Belli, Francisco Bendezú, Juan Gonzalo Rose, Pablo Guevara.
Ces poètes ont commencé à publier leurs œuvres à partir de la fin des années 1940, tel est le cas de Romueldo, tout comme Rose, Delgado, Bendezú, Belli, Guevara. De plus, ces personnes se sont liées entre elles pas seulement par des relations amicales, mais du point de vue idéologique ils ont été liés par le marxisme et l'existentialisme. Les poèmes qu'ils ont écrits, depuis une vision générale, ont adopté un ton protestataire et d'engagement social. C'est par cela que A otra cosa d'Alejandro Romualdo est considéré comme l'art poétique de la génération de cinquante. Cette génération revendiquait César Vallejo comme modèle esthétique et il a adopté la pensée de José Carlos Mariátegui comme guide intellectuel. Les poètes Javier Sologuren, Sebastián Salazar Bondy, Jorge Eduardo Eielson, Antenor Samaniego, Blanca Varela sont connus comme le groupe neo vanguardista, qui a commencé à publier ses poèmes à la fin des années trente, comme Sologuren, suivi par les poèmes de Salazar Bondy, de Samaniego, d'Eielson, Varela, qui entretenaient une relation amicale avec la revue Mar del Sur dirigée par Aurelio Miroquesada, de claire tendance conservatrice. De plus, ce groupe de poètes a désigné Emilio Adolfo Westphalen comme un guide poétique. À cette situation historique et littéraire, il faudrait ajouter ceux qu'on appelle Poetas del pueblo, liés au parti apriste fondé par Víctor Raúl Haya de la Torre.
Ces poètes, militants de l'APRA au début des années 1940, ont été Gustavo Valcárcel, Manuel Scorza, Mario Florián, Ignacio Campos, Ricardo Tello, Julio Garrido Malaver, ceux qui ont revendiqué comme modèle poétique César Vallejo.
En résumé, on pourrait dire que la Génération de 50, est constituée d'Alejandro Romualdo, Washington Maigre, Juan Gonzalo Rose, Carlos Germán Belli, Francisco Bendezú et Pablo Guevara.
Pendant cette décennie et la suivante, le théâtre connaît une période de renouvellement, d'abord avec les pièces de Sebastián Salazar Bondy (en général des comédies à contenu social) et plus tard avec Juan Rivera Saavedra, avec des pièces à forte résonance sociale, influencées par l'expressionnisme et le théâtre de l'absurde.

#### Années 1960

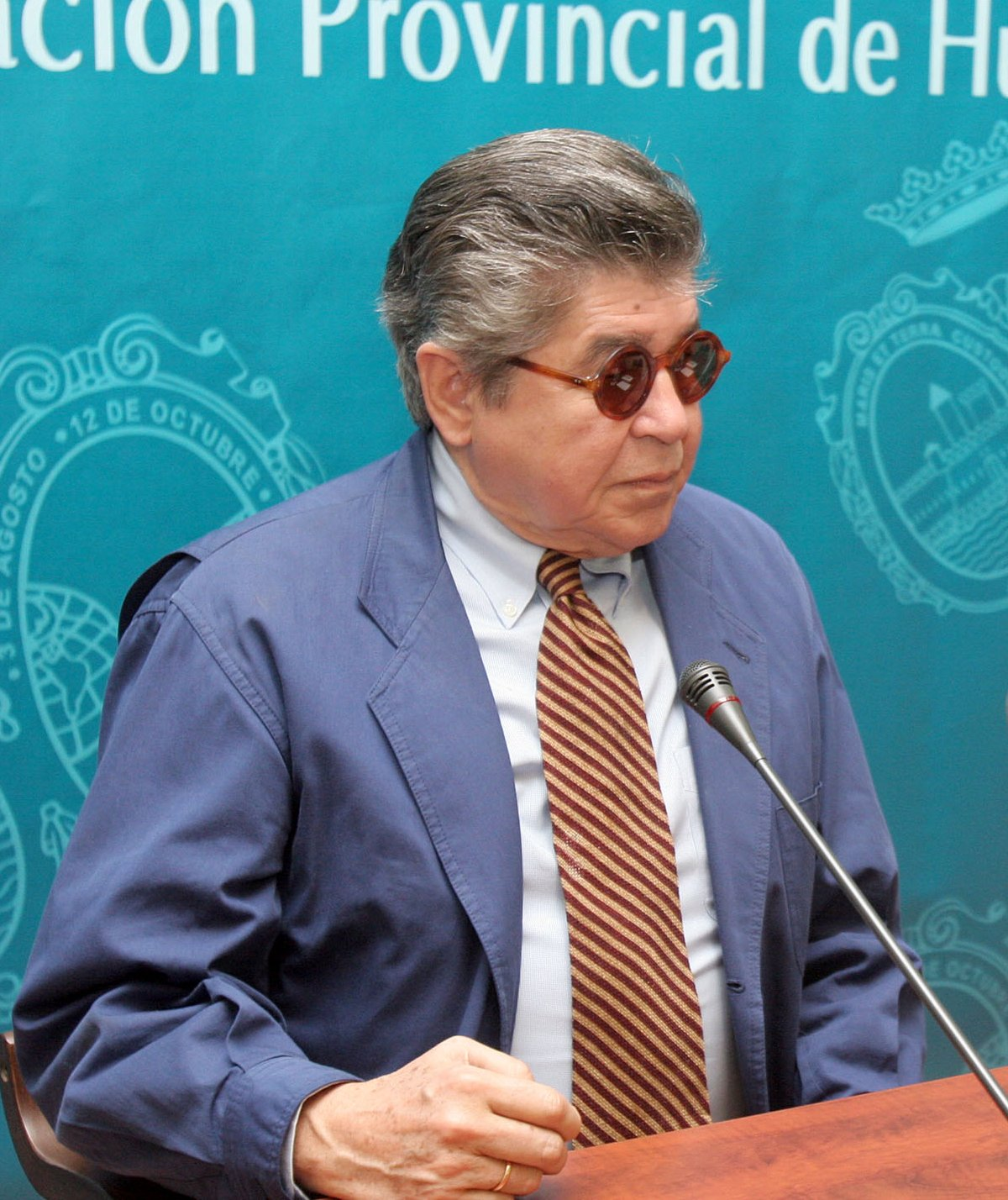
Alfredo Bryce Echenique

La Génération de 60 dans la poésie a eu des représentants du calibre de Luis Hernández, de Javier Heraud et d'Antonio Cisneros, couronné de lauriers avec le Prix de Poésie la Maison des Amériques, octroyé par Cuba, sans oublier les talentueux César Calvo, Rodolfo Hinostroza et Marco Marto. Javier Héraud a été le vrai paradigme générationnel, lié à la doctrine marxiste et au militantisme politique, contrairement à Hernández et Cisneros. Ces contemporains n'ont pas formé de mouvement générationnel.
Les romanciers qui appartiennent à cette génération sont Oswaldo Reynoso, Miguel Gutiérrez, Eduardo Gonzáles Viaña, Jorge Díaz Herrera, Alfredo Bryce Echenique.
Le récit péruvien et la poésie de la fin des années 1960 revêtirent un caractère générationnel comme une idéologie. C'était une époque où la littérature était vue comme un moyen, comme un instrument, pour créer une conscience de classe. C'étaient les années de l'apogée de la révolution à Cuba, et au Pérou la majorité des intellectuels désiraient une révolution marxiste qui casse le vieil ordre oligarchique et féodal. Quelques écrivains aspiraient à un processus comme les Cubains (par exemple, le poète Javier Héraud est mort en mai 1963, dans la forêt péruvienne, en entrant dans un groupe armé qui pensait lancer la guérilla), les autres avaient leurs propres modèles. Dans cette période d'engagement social intense, il reste à l'écrivain peu d'espace pour l'engagement dans son œuvre. À la fin de cette décennie surgit le groupe Narration, influencé par le maoïsme et mené par Miguel Gutiérrez et Oswaldo Reynoso. Ils ont publié une revue de même nom, bien qu'ils aient pensé la nommer "Agua", évoquant Arguedas et les tensions sociales décrites dans son roman.

#### Années 1970
À la fin des années 1960 surgissent aussi sur la scène poétique de Lima les mouvements littéraires la Glèbe (Ricardo Falla, Manuel Morales, Jorge Pimentel Jorge Ovidio Vega et d'autres), Estación Reunida (José Rosas Ribeyro, Elqui Burgos, Tulio Mora, Oscar Málaga, Anne Marie Mur et d'autres) et Hora zero (Jorge Pimentel, Juan Ramírez Ruiz, Jorge Nájar, José Carlos Rodríguez, entre autres). Ces groupes, qui se transformeront ensuite en ce qu'on appellera la Génération de 70 (Pérou) (es), se sont caractérisés par le ton protestataire et iconoclaste du moi poétique, qui se manifeste plus dans des textes d'accent idéologiquement marqué en faveur du socialisme que dans ses expressions esthétiques. À la suite d'un manque supposé d'engagement social, se produisent des altercations entre l'un des leaders d'Hora zero, Jorge Pimentel, et le poète déjà consacré, Antonio Cisneros.
Dans ce cadre se produit le défi curieux de Pimentel pour un "duel poétique" avec Cisneros (les deux devaient déclamer devant un public qui déterminerait spontanément le vainqueur), mais celui-ci n'a pas accepté le défi.
Dans le théâtre, la création collective fait irruption face aux œuvres d'auteur. Quelques groupes théâtraux ont été à la tête du mouvement surgi dans ces années, parmi lesquels se détachent Cuatrotablas, mené par Mario Delgado, et Yuyachkani, par Miguel Rubio Zapata, tous deux créés en 1971.

#### Années 1980 - 1990
Avec les années 1980 vient le désenchantement et le pessimisme : l'arrivée d'une révolution communiste n'est plus une utopie, mais on ne s'attend plus à elle avec illusion, c'est presque une menace.
C'est le temps de la Perestroïka et des dernières années de la Guerre froide. De plus, la crise économique, la violence terroriste et la détérioration des conditions de vie dans une Lima chaotique et surpeuplée ont participé au découragement collectif. Sur le plan de la narration, apparaissent les premiers livres de contes d'Alfredo Pita, Y de pronto anochece, de Guillermo Niño de Guzmán, Caballos de medianoche, et d'Alonso Cueto, Las batallas del pasado, des auteurs dont l'œuvre littéraire se développera pleinement seulement dans des années postérieures.

#### Littérature enfantine
Dans cette rubrique ressortent nettement le maître Francisco Izquierdo Ríos, reconnu comme le vrai initiateur du conte pour enfants péruvien et Carlota Carvallo de Núñez, les deux écrivains de la génération de 45, qui se sont entièrement consacrés à produire une littérature pour des enfants. Bien qu'il soit certain que d'autres auteurs, auparavant, avaient déjà sporadiquement fait des incursions dans ce domaine, avec des fables, des contes et des poèmes, c'était comme annexe à sa création littéraire. Dans la poésie, c'est sans doute le grand poète Mario Florián qui commence tout un beau versant consacré à l'enfance péruvienne.
Actuellement nous avons les créateurs et les chercheurs que l'historien Maria Rostworowski avec "légendes péruviennes pour les enfants»; Professeur José Respaldiza Rojas, qui, parmi ses nombreux ouvrages comprennent Jitanjáforas, livre unique sur le sujet; frères Juan Miguel et Victor Raul Ataucuri Garcia, escrivains, fabulistes avec ses "Fables péruviens", Ils sont reconnus pour être des revitalisants de fables au XXIe siècle. Nous avons aussi Marcos Yauri Montero, avec son célèbre "Zorro" Carlota Flores de Naveda, avec son extraordinaire "Muki, le taureau"; troubadour et écrivain Edgard Bendezú, connu sous son pseudonyme "Fabulinka"; Danilo Sanchez Lihon, considéré comme le porte-parole le plus important de la littérature pour enfants péruviens; professeur et critique de longue date Jesús Cabel.

### 21esiècle

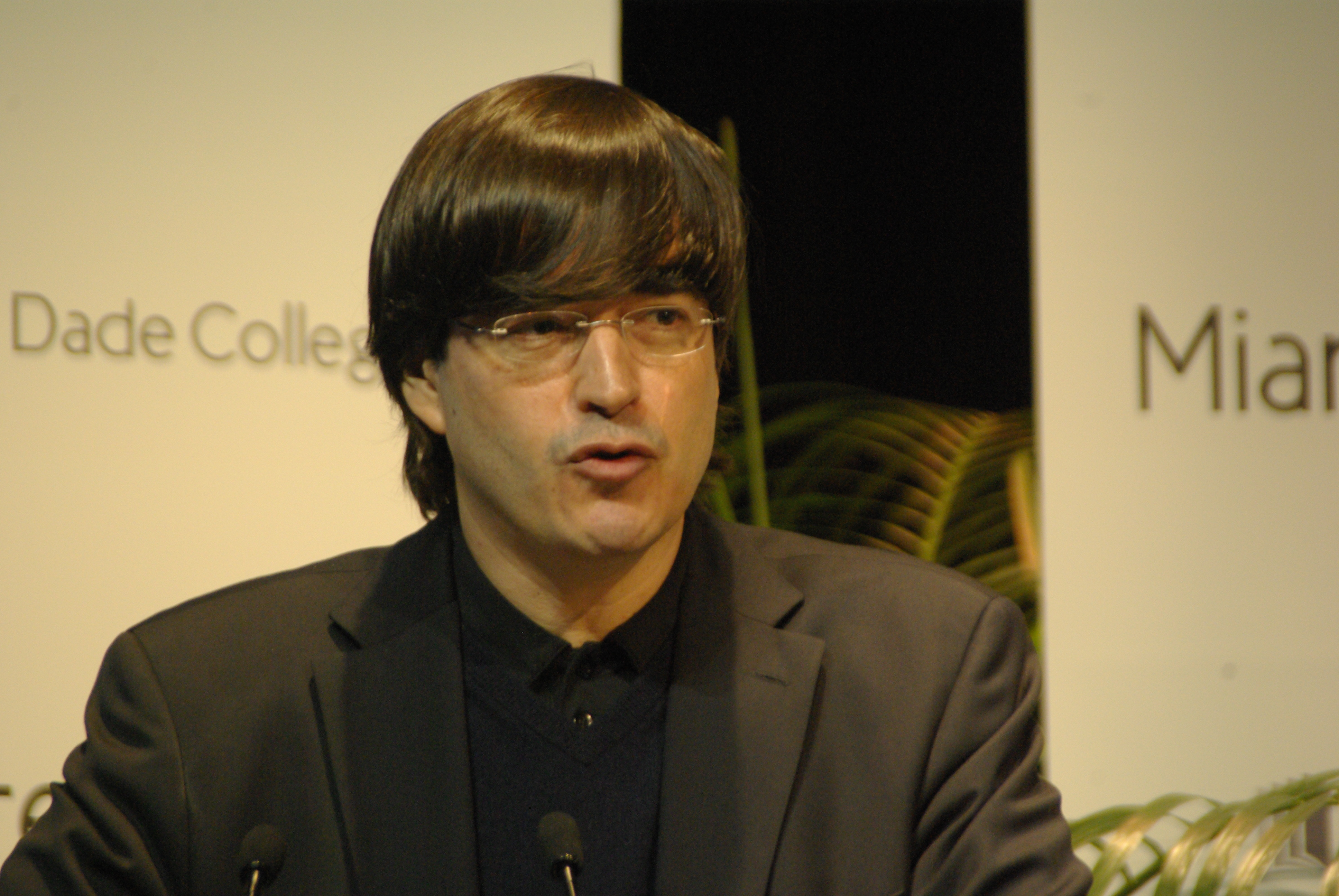
Jaime Bayly, écrivain et journaliste (2011)

Avec le changement de siècle et dans les premières années de la décennie, un phénomène singulier apparaît, inespéré pour certains. Quelques-uns des prix internationaux les plus importants sont octroyés à des écrivains péruviens, certains d'entre eux ignorés jusqu'alors à l'étranger. En fait, cette relance internationale des lettres péruviennes commence en 1999, quand le roman El cazador ausente, de Alfredo Pita gagne le Prix International de Roman, décerné par le Salon du Livre Latino-américain de Gijón (en Espagne). Le livre de Pita a été traduit tout de suite et publié dans cinq pays européens : Métailié, Paris; Seix Barral, Barcelone; Guanda, Milan; l'Anse, Lisbonne; et l'Opéra, Athènes. Trois ans après, en 2002, un romancier déjà consacré, Alfredo Bryce Echenique, obtient avec El huerto de mi amada (le verger de mon aimée) le Prix Planeta, attribué par Planeta, la maison d'édition la plus influente d'Espagne et l'une des plus grandes du monde. L'année suivante, en 2003, Pudor, le deuxième roman de Santiago Roncagliolo, reste parmi les quatre finalistes du Prix Herralde et peu après est publié par Alfaguara, en 2004, avec une opération marketing audacieuse. En 2005, Jaime Bayly, critiqué par ses détracteurs pour le caractère supposé commercial et les stéréotypes sociaux qu'il véhiculerait dans ses romans, est le seul finaliste du Prix Planeta. La même année Alonso Cueto obtient le Prix Herralde avec La hora azul. En 2006, avec Abril rojo, Roncagliolo obtient le prix du roman donné par sa maison d'édition, Alfaguara, qui publie tout de suite le livre, et il en fait l'un des écrivains péruviens les plus en vue du moment. En 2007 le roman El susurro de la mujer ballena de Cueto, est finaliste à la première édition du Prix Planeta d'Amérique. Iván Thays Vélez, qui a déjà été finaliste du Prix Rómulo Gallegos en 2001, est finaliste en 2008 du Prix Herralde du roman avec Un lugar llamado Oreja de Perro.
Il faut encore noter une petite mais importante littérature néo-fantastique, dont, par exemple, les écrivains Alexis Iparraguirre, Dimas Arrieta, Aurora Seldon, José Güich, Alberto Valdivia, Laura Riesco, Carlos Rengifo, José de Piérola, Carlos Herrera, Blanca Miosi, Isabel Sabogal, Yeniva Fernández et César Silva Santisteban.
Surtout, en parallèle à la résurgence internationale et à la reconnaissance d'auteurs comme ceux déjà mentionnés, ou comme le poète José Watanabe, qui a été découvert peu de temps avant sa mort prématurée par les éditeurs étrangers, dans les dernières années au Pérou est aussi apparu un processus interne qui implique des auteurs davantage liés à la culture andine. La polémique est devenue incontournable à travers des articles successifs, et surtout agressifs, publiés dans des quotidiens péruviens par les dénommés écrivains créoles (terme générique qui inclut certains des narrateurs reconnus internationalement, non à tous) et par les andins qui ont commencé à entrevoir qu'il y a une nouvelle génération d'écrivains provinciaux, en rupture avec Lima, avec ses salons et sa ségrégation. Ces écrivains s'assimilent à un système littéraire qu'ils veulent plus péruvien, en se liant avec le roman indigéniste (et régionaliste) des années 1940 (en particulier surgissent des liens avec Ciro Alegría et Arguedas), avec l'œuvre de Manuel Scorza et avec le roman régionaliste et une rupture avec les années 1970 (Eleodoro Vargas Vicuña, Carlos Eduardo Zavaleta, Edgardo Rivera Martínez, le groupe la Narration), mais avec des critères différents. Elle se fait d'un côté, l'idée de 'compromis' de Narration par exemple, et une reconstruction du passé est privilégiée à travers un processus de fictionnalisation de l'histoire, en reprenant ici, un point exploité par la nouvelle narration hispano-américaine et le boom. Ainsi, si ce ne sont pas les premiers, ce sont ceux qui pénètrent plus dans le traitement littéraire du processus de la guerre interne (1980-1993). Un exemple serait Rosa Cuchillo d'Óscar Colchado. L'insertion sur le marché littéraire national de ces écrivains est, de plus, différente des auteurs de la capitale, puisque la diffusion de leurs œuvres est principalement réalisée en province et à travers des formes alternatives (une fête régionale, un concert folklorique, des journaux ou une revue à tirage limité). Très marqués par l'oralité et par les traditions andines, les noms les plus connus, en plus de Colchado, sont Dante Castro, Félix Huamán Cabrera et Zein Zorrilla.

#### Quelques auteurs/autrices
- Gabriela Wiener (en) (1975-), Portrait huaco (2021)

## Généralités
- Literatura arequipeña (es), Poesía Loncca (es)
- Littérature péruvienne du XXème siècle (es)

### Auteurs
- Liste d'écrivains péruviens

### Œuvres
- Œuvres littéraires péruviennes (es)
- Ollantay (en quechua)
- Comentarios Reales de los Incas (1609)
- Anales de la Inquisición de Lima (es) (1863)
- Tradiciones peruanas (es), par Ricardo Palma (1833-1919)
- Nueva crónica del Perú, siglo XX (es) (2000)

### Institutions
- Bibliothèque nationale du Pérou (1821)
- Académie péruvienne de la langue (1887)
- Prix littéraires péruviens (es) : Premio Copé (1979), Premio Bienal de Novela Mario Vargas Llosa (2014)
- Revues littéraires péruviennes (es) : Ajos y Zafiros (1998), Amauta (1926), Colónida (1916)